# La Vallée-de-la-Gatineau
La Vallée-de-la-Gatineau (AFI: [(la)valedəlagatino]) es un municipio regional de condado (MRC) de la provincia de Quebec en Canadá. Este MRC está ubicado en la región de Outaouais. La capital es Gracefield aunque la ciudad más poblado es Maniwaki.

## Geografía

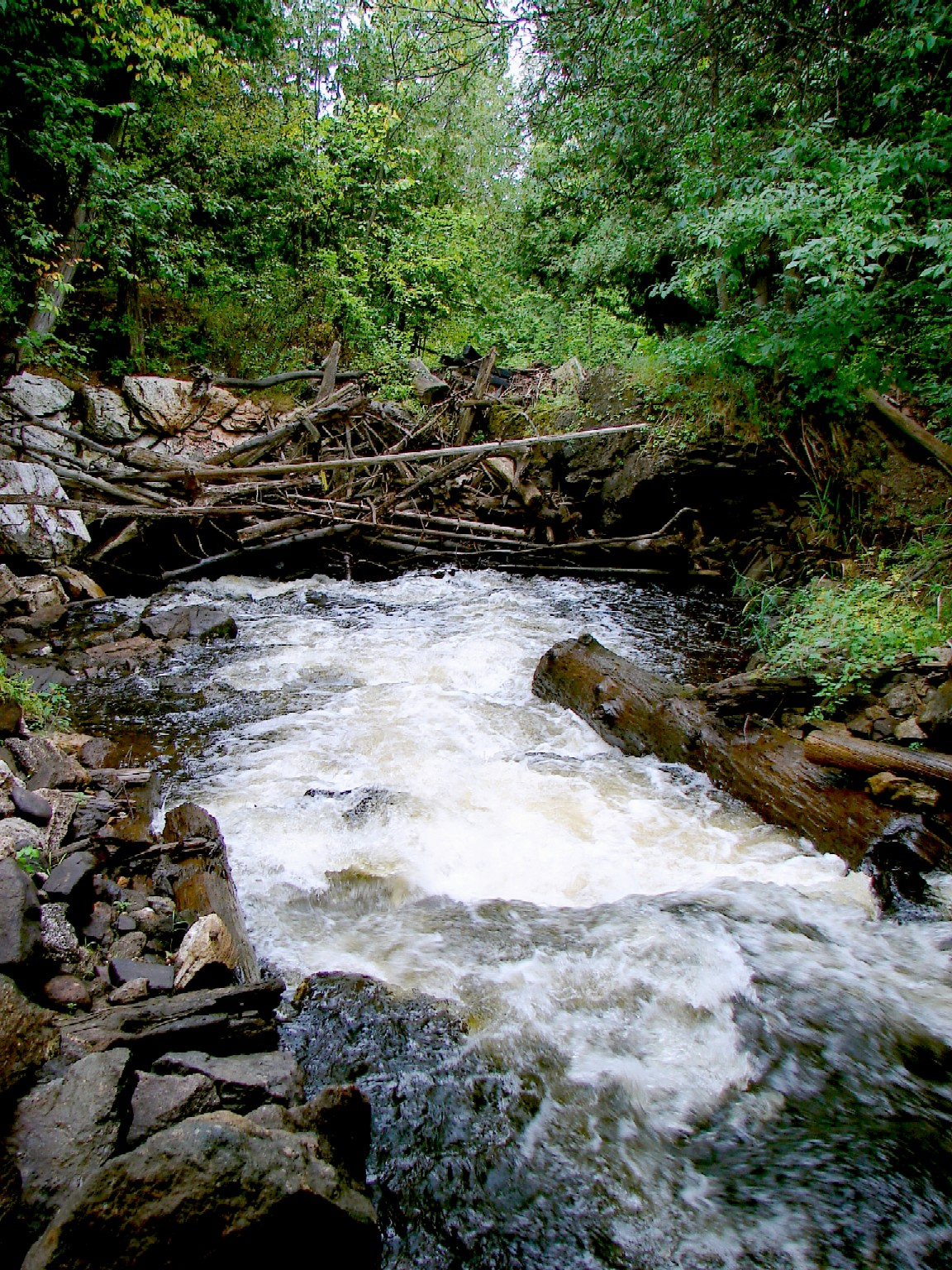
Río Kazabazua

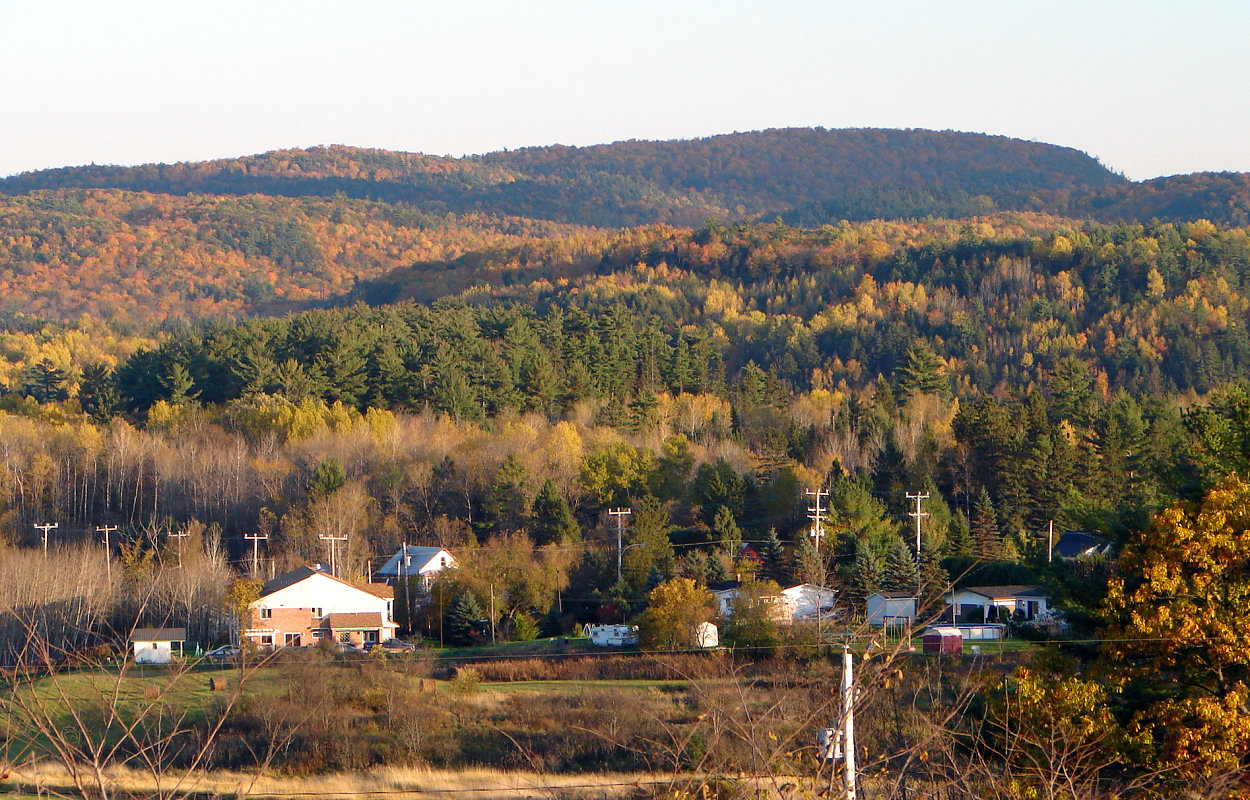
Low

Los MRC vecinos son Pontiac al oeste, La Vallée-de-l'Or (región de Abitibi-Témiscamingue) al norte, la ciudad de La Tuque (región de Mauricie) al noreste, Antoine-Labelle (región de Laurentides) al este, Papineau y Colinas de Outaouais al sur. El MRC de La Vallée-de-la-Gatineau está ubicado en el macizo de Laurentides y cubre tres regiones naturales : La Vallée-de-la-Gatineau, cuyo relieve es plano y propicio a la agricultura; los Laurentides del sur y los Altos Laurentides (o del norte). El río Gatineau atraviesa el MRC hacia el sur para desembocar en el río Ottawa.

## Historia

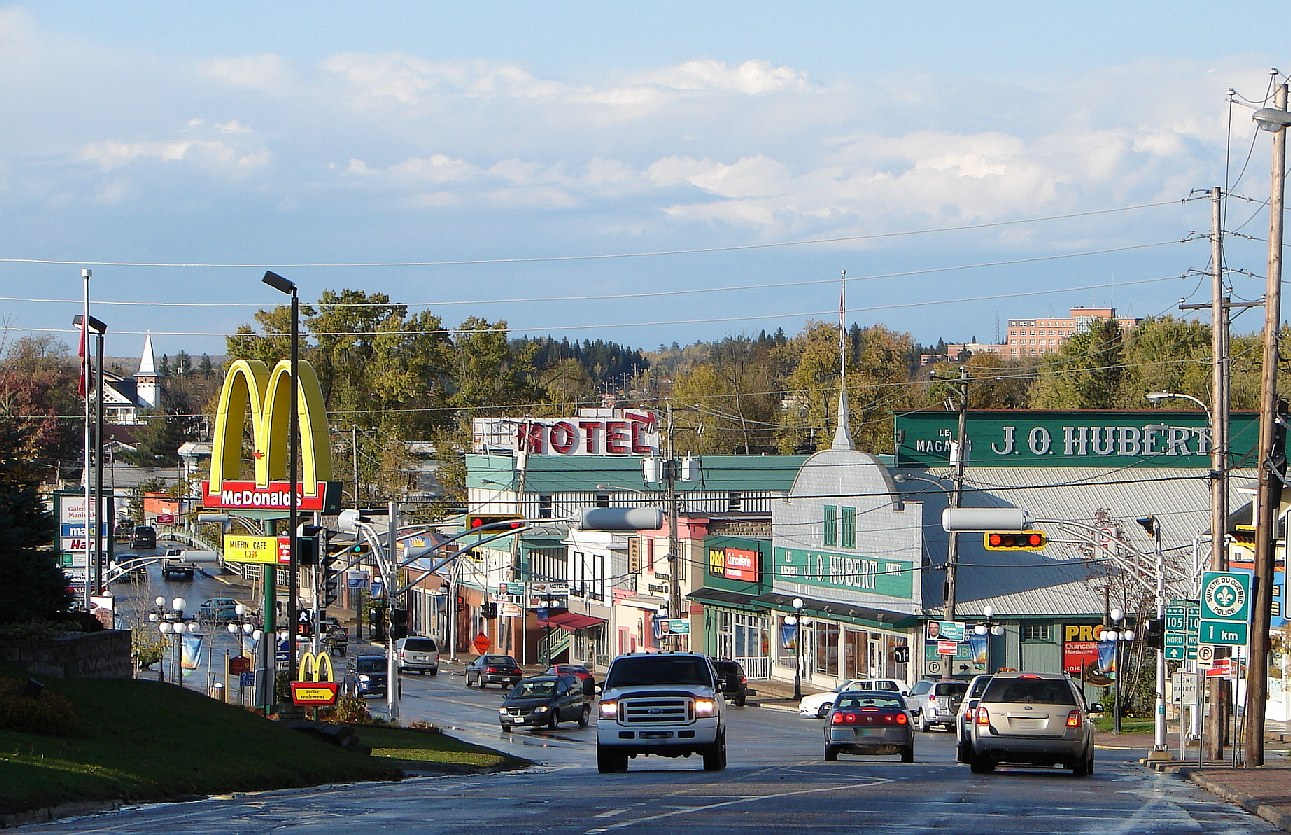
Maniwaki

El MRC fue creado en 1983 a partir del antiguo condado de Gatineau. El topónimo deriva del relieve y del nombre del río que atraviesa el centro del territorio.

## Política
El MRC hace parte de las circunscripciones electorales de Gatineau a nivel provincial y de Pontiac a nivel federal.

## Población
Según el Censo de Canadá de 2011, había 20 530 personas residiendo en este MRC con una densidad de población de 1,6 hab./km². El aumento de población fue de 0,1 % entre 2006 y 2011. El número de inmuebles particulares ocupadas por residentes habituales resultó de 9247 a las cuales se suman más de 5000 otros que son en gran parte segundas residencias.

## Economía
La estructura económica regional se funda sobre el industria de la madera y el ocio al aire libre.

## Componentes
Hay 17 municipios y cinco territorios no organizados en el MRC de La Vallée-de-la-Gatineau a los cuales se suman dos reservas indias.
| Código | Nombre                        | Tipo                     | Fecha de constitución | Área total (km²) | Área agua (km²) | Área tierra (km²) | Población 2013 | Densidad (hab./km²) |
| ------ | ----------------------------- | ------------------------ | --------------------- | ---------------- | --------------- | ----------------- | -------------- | ------------------- |
| 83005  | Denholm                       | Municipio                | 27.02.1921            | 199,5            | 18,0            | 181,5             | 584            | 3,2                 |
| 83010  | Low                           | Ciudad                   | 01.01.1858            | 277,6            | 16,3            | 261,3             | 947            | 3,6                 |
| 83015  | Kazabazua                     | Municipio                | 01.01.1862            | 182,0            | 7,3             | 261,3             | 845            | 4,8                 |
| 83020  | Lac-Sainte-Marie              | Cantón                   | 01.01.1872            | 240,4            | 30,9            | 209,5             | 617            | 2,9                 |
| 83032  | Gracefield                    | Ciudad                   | 13.03.2002            | 455,4            | 24,3            | 386,2             | 2366           | 6,1                 |
| 83040  | Cayamant                      | Municipio                | 10.10.1906            | 412,7            | 24,3            | 388,4             | 875            | 2,3                 |
| 83045  | Blue Sea                      | Municipio                | 31.01.1921            | 87,7             | 14,7            | 73,0              | 674            | 9,2                 |
| 83050  | Bouchette                     | Municipio                | 22.03.1980            | 143,3            | 20,8            | 122,5             | 806            | 6,6                 |
| 83055  | Sainte-Thérèse-de-la-Gatineau | Municipio                | 01.01.1946            | 79,4             | 18,0            | 61,4              | 529            | 8,6                 |
| 83060  | Messines                      | Municipio                | 19.08.1921            | 130,7            | 16,8            | 114,0             | 1606           | 14,1                |
| 83065  | Maniwaki                      | Ciudad                   | 15.03.1904            | 8,8              | 3,0             | 5,8               | 3942           | 679,7               |
| 83070  | Déléage                       | Municipio                | 01.01.1881            | 265,7            | 16,6            | 249,1             | 1879           | 7,5                 |
| 83075  | Egan-Sud                      | Municipio                | 17.11.1920            | 50,9             | …               | 51,4              | 541            | 10,5                |
| 83085  | Bois-Franc                    | Municipio                | 17.11.1920            | 74,2             | …               | 74,6              | 441            | 5,9                 |
| 83088  | Montcerf-Lytton               | Municipio                | 19.09.2001            | 379,8            | 25,7            | 354,1             | 704            | 2,0                 |
| 83090  | Aumond                        | Municipio                | 12.12.1877            | 226,9            | 12,3            | 214,6             | 752            | 3,5                 |
| 83095  | Grand-Remous                  | Municipio                | 29.04.1937            | 506,3            | 147,7           | 358,6             | 1169           | 3,3                 |
| 83802  | Kitigan Zibi                  | Reserva india            | .                     | .                | .               | 172,1             | 1401           | 8,1                 |
| 83804  | Lac-Rapide                    | Reserva india            | .                     | .                | .               | 0,4               | .              | .                   |
| 83902  | Lac-Pythonga                  | Territorio no organizado | 01.01.1986            | 5934,7           | 805,1           | 5129,6            | -              | -                   |
| 83904  | Cascades-Malignes             | Territorio no organizado | 01.01.1986            | 545,9            | 59,5            | 486,4             | -              | -                   |
| 83906  | Lac-Lenôtre                   | Territorio no organizado | 01.01.1986            | 2124,8           | 179,5           | 1945,3            | -              | -                   |
| 83908  | Lac-Moselle                   | Territorio no organizado | 01.01.1986            | 1270,3           | 116,5           | 1153,8            | -              | -                   |
| 83912  | Dépôt-Échouani                | Territorio no organizado | 01.01.1986            | 334,5            | 25,5            | 309,0             | -              | -                   |
| 830    | La Vallée-de-la-Gatineau      | MRC                      | 01.01.1983            | 14 104,0         | 1627,7          | 12 477,2          | 20 678         | 1,7                 |